# Горшеньов Михайло Юрійович
Михáйло Ю́рійович Горшеньóв (прізвисько — «Горшок»; 7 серпня 1973, Пікалево — 19 липня 2013, Санкт-Петербург) — вокаліст, автор музики, а також засновник панк-рок-гурту «Король и Шут». Старший брат Олексія Горшеньова — соліста та лідера рок-гурту «Кукринікси».

## Біографія
Народився 7 серпня 1973 року в місті Пікалево Ленінградської області. Навчався у школі № 147, де разом з однокласниками Олександром Балуновим «Балу» та Олександром Щіголевим «Поручик» в 1988 році заснував групу «Контора». У 1990 році запросив в групу Андрія Князева (Князь) як творця текстів та другого вокаліста. У зв'язку з тим, що тексти виділялися казковими мотивами група стала називатися «Король Шутов». Пізніше «Король и Шут». Після школи Михайло вступив в Реставраційний ліцей, де провчився три роки і був відрахований за те, що займався не навчанням, а музикою. Першу дружину звали Анфіса. Одружений вдруге. Ім'я другої дружини Ольга. 12 травня 2009 року у них народилася дочка Олександра.
2004 року вийшов дебютний сольний альбом Михайла Горшенєва — «Я алкоголік анархіст», триб'ют-альбом групи Бригадний підряд, пісні «Життя» та «Солов'ї» потрапили в підсумкову сотню хіт-параду «Чартова Дюжина» за 2005 рік. Також він брав участь в Петербурзькому музичному проекті «Рок-група» разом з Андрієм Князєвим, Юрієм Шевчуком (ДДТ), Іллею Чортом (Пілот), Олександром Чернецьким (Різні люди) та своїм молодшим братом Олексієм Горшенєва (Кукринікси). У 2006 році спільно з Олександром «Чачею» Івановим взяв участь у записі нової версії пісні «Уроки Панк-Рока» групи Бригадний підряд. У 2008 році взяв участь у записі альбому «Drinking With Jesus» групи Red Elvises — пісня «Don 't Crucify Me» (написана разом з Ігорем Юзов).
2010 року Михайло дуже захопився театрально-постановочною діяльністю. В процесі роботи народилася ідея створення театрально-музичного проекту про маніяка перукаря Суїні Тодда. Так з'явився на світ мюзикл «TODD», в який поступово влилися всі музиканти гурту «Король та Шут». Результатом цього став вихід нового альбому групи, заснованого на матеріалі для мюзиклу — TODD. Акт 1. Праздник крови. А пізніше — TODD. Акт 2. На Краю

## Смерть
Помер в Санкт Петербурзі на 40-му році життя 19 липня 2013 року від серцевої недостатності. Тіло Михайла Горшеньова кремували, а прах захоронили на Богословському цвинтарі Санкт-Петербурга.

## Факти
Михайло про свої тату в журналі «Tattoo Master»: "У мене 5 татуювань. Перше я зробив у 20 років — Джокера. Страшного, жахливого Джокера. Інше — з оформлення нашого першого альбому " Будь як вдома, подорожній « — голова диявола з дерева виростає. ще татуювання Анархія на хресті. Ще тату — 7 моїх мертвих друзів у вигляді черепів: Сід Вішез, Курт Кобейн, Елвіс Преслі… ну, їх лише по зачісках можна впізнати. І всі мої тату мають сенс…. Кожне — окрема історія, придумана мною. Я все роблю сам — і теми, і ескізи»…
В 2010 році зробив татуювання «А» в колі (Символ анархо-панків) на грудях в районі серця.
Групи, найбільш вплинули на Горшенєва: Ramones, The Clash, GBH, Sex Pistols, New York Dolls, Blondie, The Doors, Madness, Dead Kennedys, Nirvana, The Damned, The Cure, Motörhead, Sonic Youth, Pogues, Siouxsie and the Banshees, Ministry, Laibach, Einstürzende Neubauten, The Misfits та багато інших.
У Михайла вибиті обидва передніх верхніх зуба. Через це він мав певні проблеми з дикцією. Пізніше він вставив собі штучні зуби.
Коли мені було десять років, я дивився, як великі хлопці підтягуються на турніку. Мені стало цікаво: а можна втриматися за турнік не руками, а зубами? Я підстрибнув, спробував укусити залізний турнік — та виламав собі чотири передніх зуба. Пізніше в бійках мені вибили ще кілька. А від наркотиків інші зуби достатньо сильно зіпсувалися. У «TaMtAm» я прийшов майже зовсім беззубий.— Ілля Стогoff «Грішники»
В 1990-і Горшенев вживав героїн, за цей час у нього було вісім клінічних смертей.

## Україна
В інтерв'ю під час розмови про українських письменників Генрі Лайон Олді назвав їх росіянами. На зауваження журналістки, що вони з Харкова, співак відповів: «Так, так, вони з Харкова. Росіяни. З Харкова — росіяни. З Києва — росіяни. Вся Україна — росіяни».
На заперечення журналістки, що хоча й вони «пишуть російською мовою, але вони з Харкова», «вони українці», вокаліст запитав у неї чи не націоналістка вона.
На одній з пресконференцій 2008 року М. Горшеньов назвав жителів західної частини України «западенцями», які нечесно приєдналися до України та заявив, що Львів — польське місто і висловив бажання, щоб це місто було якнайскоріше взято Польщею.
В інтерв'ю в Києві 2002-го року на програмі «Решето» М. Горшеньов заявив що у України, Білорусі та Молдови — одна культура.
В 2011-му, за 3 роки до окупації Криму, М. Горшеньов заявляв що Крим — це територія Росії.
Після перемоги Віктора Ющенка на виборах президента 2004-го року, М. Горшеньов бажав українцям «нормального президента».
У 2011-му М. Горшеньов також заявляв про бажання заборонити гурт «Океан Ельзи».
За словами директору гурту «Король і Шут» Дмитра Сухіченко М. Горшеньов завжди називавав себе «російським хохлом».
Виконав трек 13-а рана українською мовою, текст якого написав Андрій Федєчко, фронтмен гурту "Сонце-Хмари". Пісня присвячена Нестору Махну. 

## Сольні альбоми
- Я алкоголік, я анархіст (2004)

## Співпраця
| Гурт             | Пісня                   | Альбом              | Рік випуску | Участь    |
| ---------------- | ----------------------- | ------------------- | ----------- | --------- |
| ДДТ              | Народжений в СРСР       | Народжений в СРСР   | 1997        | Бек-вокал |
| Рок-група        | Попса                   | Попса               | 2003        | Вокал     |
| Аліса            | Rock-N-Roll             | Стати Півночі       | 2007        | Вокал     |
| Троль гне ялину  | Пивоварня Ульва         | Конунг Хміль        | 2008        | Вокал     |
| Red Elvises      | Don't Crucify Me        | Drinking With Jesus | 2008        | Вокал     |
| Бригадний підряд | Уроки панк-року         | Ніякої правди       | 2008        | Вокал     |
| Пелагея          | Ой при лужку, при лужку | Стежки              | 2010        | Вокал     |
| Бригадний підряд | Пітер рок-н-рол         | Пітер рок-н-рол     | 2012        | Вокал     |
| План Ломоносова  | Не квапся               | Не квапся           | 2012        | Вокал     |